# Gare de Monts-sur-Guesnes
La gare de Monts-sur-Guesnes est une gare ferroviaire française de la ligne de Loudun à Châtellerault, située sur le territoire de la commune de Monts-sur-Guesnes, dans le département de la Vienne, en région Nouvelle-Aquitaine.

## Situation ferroviaire
La gare de Monts-sur-Guesnes est située sur la ligne de Loudun à Châtellerault, entre les gares du Bouchet et de Berthegon.